# Audan Schangaqorghan
Der Audan Schangaqorghan (kasachisch Жаңақорған ауданы Schangaqorghan audany, russisch Жанакорганский район Schanakorganski rajon) ist ein Bezirk im Gebiet Qysylorda in Kasachstan.

## Geografie
Der Audan Schangaqorghan liegt im Süden Kasachstans im Gebiet Qysylorda. Er grenzt im Osten an den Audan Sosaq, den Audan Sauran und den Audan Otyrar im Gebiet Türkistan und im Westen an den Audan Schijeli. Im Süden hat der Bezirk eine Grenze zur Provinz Navoiy in Usbekistan.
Die Landschaft des Bezirks ist flach, nur im Norden ist sie gebirgig. Hier liegt der Qaratau, ein nordwestlicher Ausläufer des Tianshan. Durch den zentralen Teil des Bezirks fließt der Syrdarja. Hier liegen beinahe alle bewohnten Siedlungen im Audan Schangaqorghan. Das Wasser des Syrdarja wird intensiv zur Bewässerung in der Landwirtschaft eingesetzt. Die Anbauflächen befinden sich an der westlichen Seite des Flusses, dessen Wasser durch ein Kanalsystem zu den Feldern geleitet wird. Südlich des Syrdarja schließt sich die Sandwüste Kysylkum an.

## Bevölkerung
Bei der Volkszählung 1999 hatte der Audan Schangaqorghan 67.563 Einwohner. Die Volkszählung 2009 ergab für den Bezirk eine Einwohnerzahl von 70.128. Bei der letzten Volkszählung 2021 lebten 78.742 Menschen im Audan Schangaqorghan. Die Fortschreibung der Bevölkerungszahl ergab zum 1. Januar 2025 eine Einwohnerzahl von 81.550.
| Einwohnerentwicklung               | Einwohnerentwicklung | Einwohnerentwicklung | Einwohnerentwicklung | Einwohnerentwicklung | Einwohnerentwicklung | Einwohnerentwicklung | Einwohnerentwicklung |
| 1939                               | 1959                 | 1970                 | 1979                 | 1989                 | 1999                 | 2009                 | 2021                 |
| ---------------------------------- | -------------------- | -------------------- | -------------------- | -------------------- | -------------------- | -------------------- | -------------------- |
| 16.472                             | 23.424               | 37.029               | 50.959               | 61.643               | 67.563               | 70.128               | 78.742               |
| Anmerkung: Volkszählungsergebnisse |                      |                      |                      |                      |                      |                      |                      |

## Verwaltungsgliederung
Der Audan Schangaqorghan ist in 26 ländliche Bezirke (kasachisch Ауылдық округ Auyldyq okrug; russisch Сельский округ Selski okrug) gegliedert (Stand: 2021).
| Ländlicher Kreis   | Einwohner | Einwohner | Orte                            |
| Ländlicher Kreis   | 2009      | 2021      | Orte                            |
| ------------------ | --------- | --------- | ------------------------------- |
| Aqküjiq            | 2.422     | 2.358     | Birlik                          |
| Aqqorghan          | 3.766     | 4.446     | Tügisken                        |
| Baikensche         | 1.302     | 1.429     | Baikensche, Bilibai             |
| Jekpindi           | 953       | 926       | Jekpindi                        |
| Keiden             | 1.387     | 1.470     | Aqqum, Keiden                   |
| Kelintöbe          | 3.569     | 3.183     | Kelintöbe                       |
| Köktöbe            | 586       | 503       | Köktöbe                         |
| Manap              | 1.024     | 1.023     | Manap, Talap                    |
| Maschbek Nälibajew | 1.020     | 1.026     | Aqschol                         |
| Öskent             | 1.705     | 1.701     | Aqsuat, Öskent                  |
| Qandös             | 1.334     | 1.308     | Qalghansyr, Qandös, Qaschqanköl |
| Qaratöbe           | 1.756     | 1.611     | Baspaqköl                       |
| Qoschakent         | 3.007     | 3.152     | Qoschakent                      |
| Qoschamberdi       | 897       | 786       | Qoschamberdi                    |
| Qossüjengki        | 940       | 776       | Qossüjengki                     |
| Qyrasch            | 881       | 829       | Qysylmaqtaschy                  |
| Qyrkengse          | 2.013     | 1.847     | Äbdighappar                     |
| Schajylma          | 1.242     | 1.489     | Schajylma                       |
| Schalqija          | 2.556     | 2.655     | Quttyqoscha, Schalqija          |
| Schamanbai batyr   | 3.336     | 3.119     | Bessaryq, Kenges                |
| Schangaqorghan     | 22.716    | 31.910    | Schangaqorghan                  |
| Schangaryq         | 1.992     | 1.865     | Schangaryq                      |
| Sunaqata           | 2.439     | 2.386     | Jengbek, Sunaqata               |
| Süttiqudyq         | 2.143     | 2.082     | Taqyrköl                        |
| Talap              | 1.073     | 1.146     | Bessaryq                        |
| Tömenaryq          | 4.069     | 3.716     | Tömenaryq                       |

## Wirtschaft

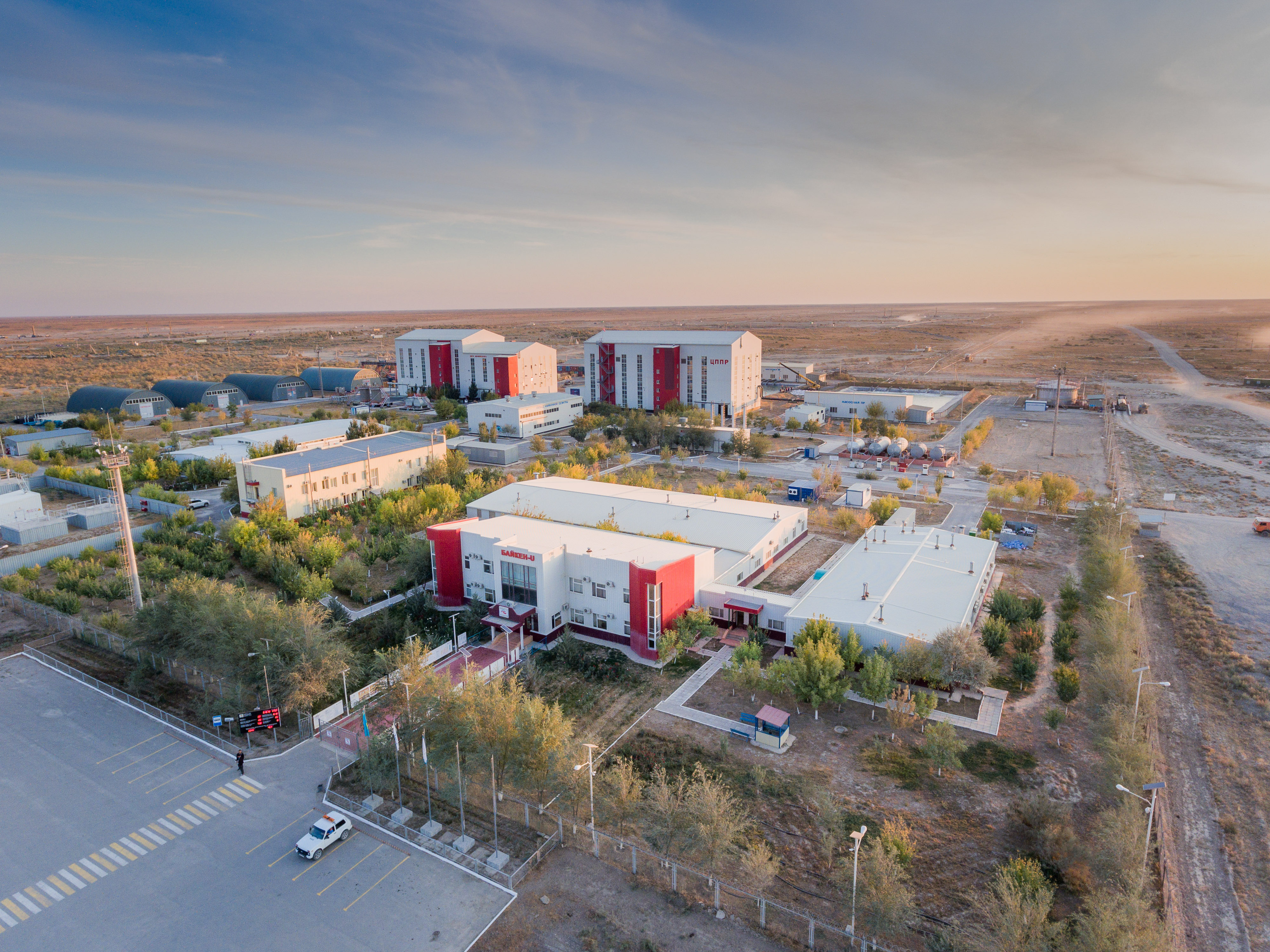
Uranbergwerk Kharasan 2

Die Wirtschaft des Audan Schangaqorghan ist vor allem auf Bergbau und Landwirtschaft ausgerichtet. Südlich des Syrdarja gibt es ausgedehnte landwirtschaftliche Flächen, die über ein Kanalsystem mit Wasser aus dem Fluss versorgt werden.
Etwa 17 Kilometer nördlich von Schangaqorghan liegt ein bedeutendes Vorkommen von Blei und Zink. Es gehört zu den größten Zinkvorkommen weltweit mit geschätzten Reserven von etwa 6,5 Millionen Tonnen Zink. Westlich von Schangaqorghan gibt es ein großes Uranvorkommen. Hier wird Uran mit der In-situ-Methode gefördert.